# Adsorption
Adsorption (av latinets ad, till, och sorbere, suga) innebär att ett gasformigt ämne eller ett ämne löst i en vätska fastnar eller finns i anrikad form på ytan av ett fast material eller en vätska. Adsorption, att ett ämne fastnar på ytan, ska inte förväxlas med absorption, som innebär att ett ämne sugs upp av ett annat. Det ämne som adsorberas kallas adsorbat, och det ämne som utför adsorptionen kallas adsorbent.
Adsorptionen, som hör ihop med adsorbentens ytenergi, är hos ett fast ämne uttalad när ytan är stor, det vill säga hos pulverformiga och porösa ämnen, till exempel aktivt kol och platinasvart.

## Typer av adsorption
Man brukar skilja på två typer av adsorption: fysisorption och kemisorption. Fysisorption är den relativt svaga bindningen till en yta, typiskt Van der Waals-krafter. Den inbindande molekylen bibehåller sin ursprungliga form. Kemisorption är en starkare inbindning som består av kovalenta bindningar och där den inbindande molekylen offrar sin egen struktur för att kunna komma närmare ytan och binda starkare till ytmolekylerna.
|  |  |

## Adsorptionsisotermer

Illustration av flerskiktsadsorption som kan beskrivas med BET-ekvationen.

Adsorptionsfenomen beskrivs vanligen genom isotermer, som talar om den mängd adsorbat som finns på adsorbenten som funktion av trycket (om adsorbatet är en gas) eller koncentration (om adsorbatet finns i en vätska) vid konstant temperatur. Några olika vanligen förekommande isotermer är:
- Freundlichs adsorptionsisoterm, en tidig empirisk formel för gasadsorption
- Langmuirs adsorptionsisoterm, en semiempirisk formel som tar hänsyn till mättnads- eller monoskiktsadsorption
- BET-ekvationen, som är en utökning av Langmuirs adsorptionsisoterm med möjligheten till flerskiktsadsorption

## Användningsområden
Adsorption används vid många reningsprocesser, till exempel vid vattenrening av dricksvatten. Även vid andra separationsprocesser utnyttjas adsorption.
Kemisorption är ett viktigt steg i ytbaserad katalys.